# Mainau
Mainau kis sziget a Boden-tó északi medencéjében, az Überlingeni-tóban, Németországban, Baden-Württemberg tartományban, közigazgatásilag Konstanz városhoz tartozik. Híd köti össze a szárazfölddel. A Bodeni-tó felől menetrend-szerinti hajóval is megközelíthető, ami a sziget keleti végében köt ki.
Mint botanikus kert, történelmi kastélypark és kulturális központ, Németország egyik legvonzóbb turisztikai létesítménye. Magánvállalkozási minőségében „Mainau nemzeti műemlék” névvel illeszkedett be Németország turisztikai névsorába.
Az alemannok területén a sziget évente kétmillió látogatót vonz. (Az alemann ősrégi germán törzsből származó nép, melynek népviselete hasonlít a bajorokéhoz.)

## Története

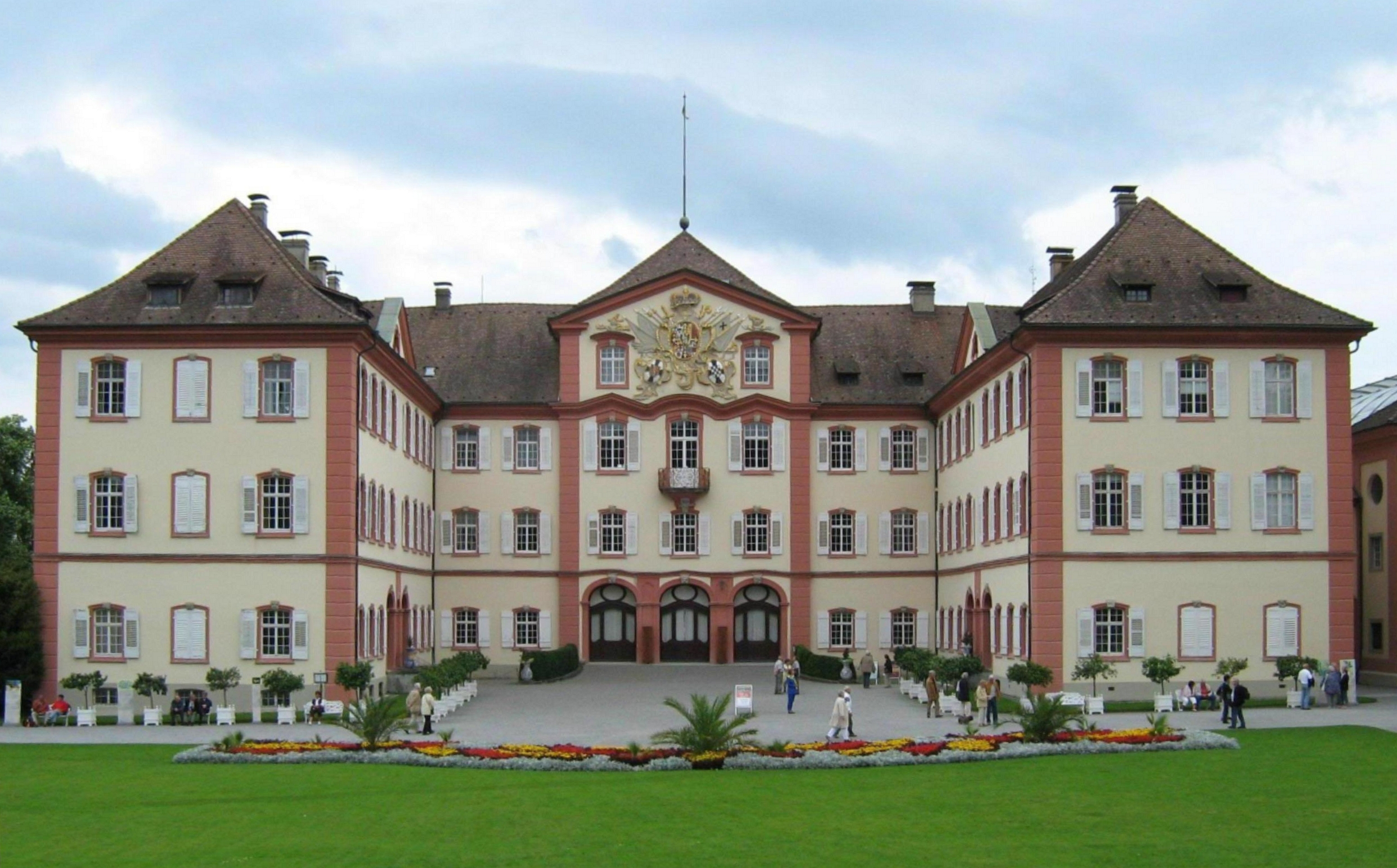
A kastély

Már Kr. e. 5000-ből való település nyomait is találtak a sziget területén.
A legendák szerint a Szentföldről hazatérő skandináv kereszteslovagok hosszú útjuk után Mainau szigetén pihentek meg, s ajándékként keleti virágmagvakat hoztak, melyek az első elvetett magok voltak a szigeten. A történelem folyamán e sziget a népek közötti viszálykodásnak volt kitéve. Számtalan tulajdonos a szigetet feldúlva, rendetlen összevisszaságban hagyta.
1827-ben Esterházy Miklós vette meg a szigetet, majd tisztította ki és ritka növények sokaságát, sőt délszaki fákat is ültetett Mainau földjébe. Ez után újabb hanyatlás következett.
1856-ban I. Frigyes badeni nagyherceg tulajdonába kerül. Majd fia, II. Frigyes örökli, aki megegyezik testvérével, Viktóriával, hogy unokájáé, Lennart Bernadotte hercegé lesz. A kis herceg minden nyarát itt töltötte, és ez a család ma is a gyönyörű kastélyban lakik.
1930-ban kezdődik el az ún. Bernadotte-korszak. Ők varázsolták ismét újjá az addigra rettenetesen elhanyagolt állapotban lévő kastélyt. Fél évszázadig tartott, míg a kastély és a kert a mai állapotába került. 
Mainau szigete Litzelstetten községhez tartozik, s 1971. december 1-jén kapcsolták Konstanzhoz.
1974-ben  Lennart Bernadotte gróf és Sonja grófnő kezdeményezésére alapítvány létesült, amely megteremtette a „Blumeninsel Mainau”  kereskedelmi társaságot.

## Látványosságok

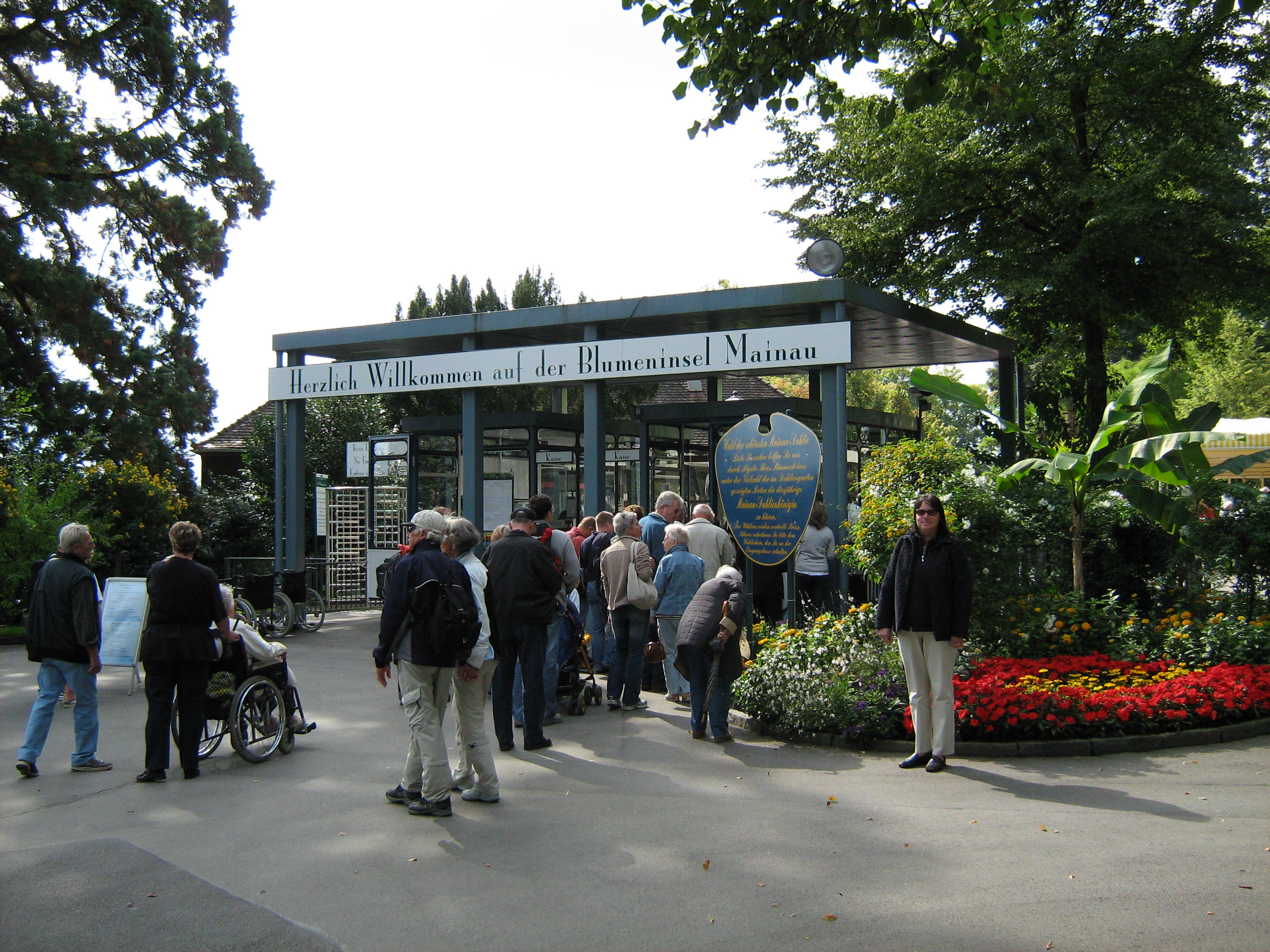
A virágsziget bejárata

A 45 hektárnyi terület szinte teljes egészében több ezernyi virág özönében fürdik. A park virágjai úgy vannak összeválogatva, hogy a hervadásukat nem lehet észrevenni. A színek egyeztetése, a virágok csoportosítása kitűnő ízlésről és szaktudásról tanúskodik.
A világszerte virágzó 25 ezer fajta orchideából itt 1200-féle gyönyörködteti a szemet. A tavaszi virágszőnyeg életre keltésének előkészülete már ősszel elkezdődik, amikor 600 ezer virághagymát készítenek elő tavaszra. Tavaszi virágfakadáskor 1 millió 200 ezer virág pompázik, ezek közül 550 különböző tulipán, 200-féle nárcisz  és több mint 80 színkombinációban tündöklik a jácint, valamint 280 fajta rododendron. A csodakert növény- és fagazdagsága egészen más világot varázsol elénk. Az óriási méretű fák mellett találhatók tulipánfák, ezek között található az Eszterházy herceg által 1830-ban ültetett fa, amely eléri a 43 méteres magasságot. 
Mainau másik csodavilága a lepkeház. Az üvegház ezer négyzetméteres, levegője igen páradús. A lepkék eme gyönyörű otthonát Michael Boppre freiburgi egyetemi tanár útmutatásai alapján rendezték be. Rengeteg színpompás pillangó repdes a levegőben. Érdekessége, hogy a lepkék rendkívül szelídek és barátságosak. Könnyedén előfordulhat, hogy valamelyikünk vállán pihennek meg.

## Képek

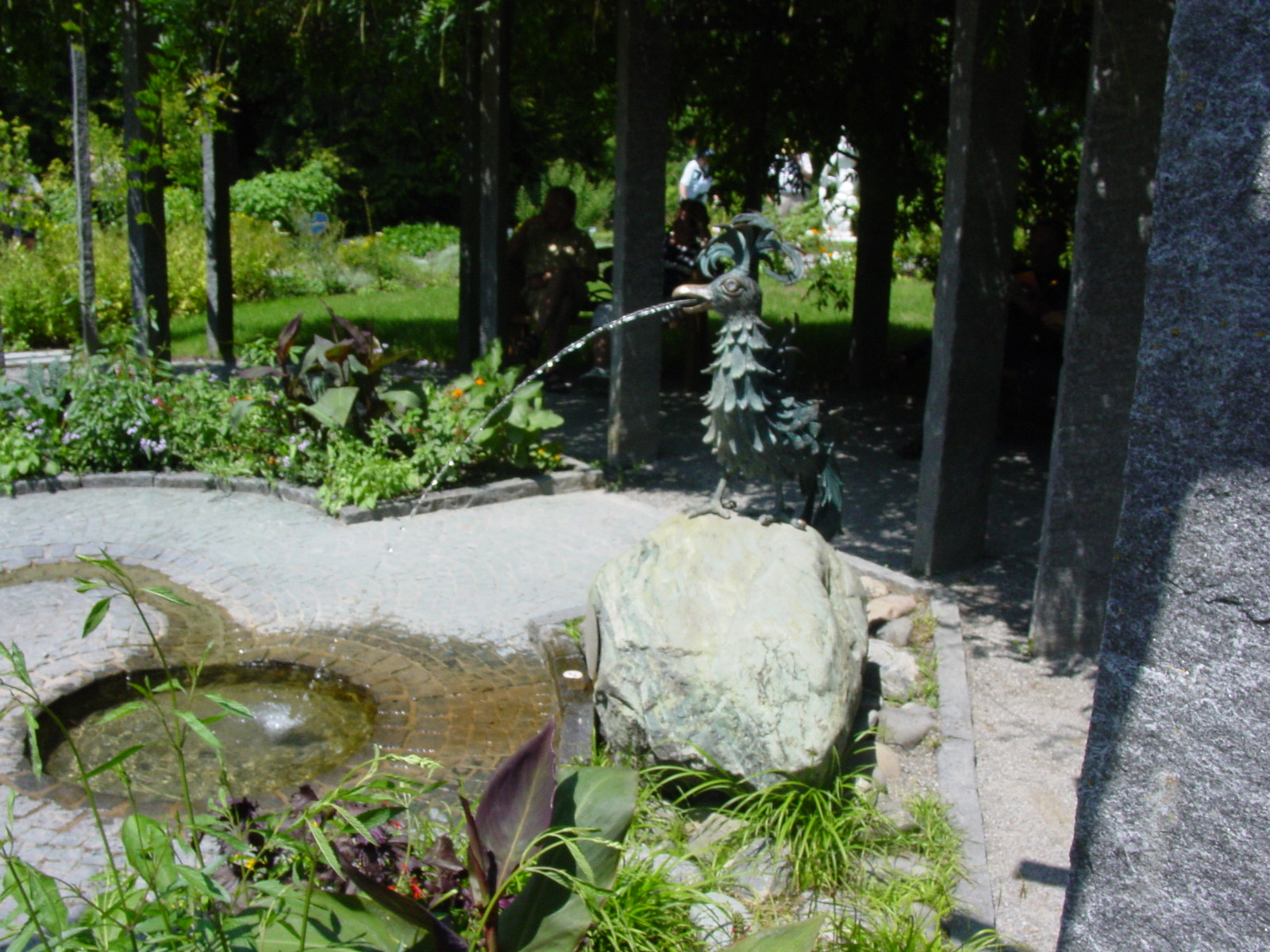
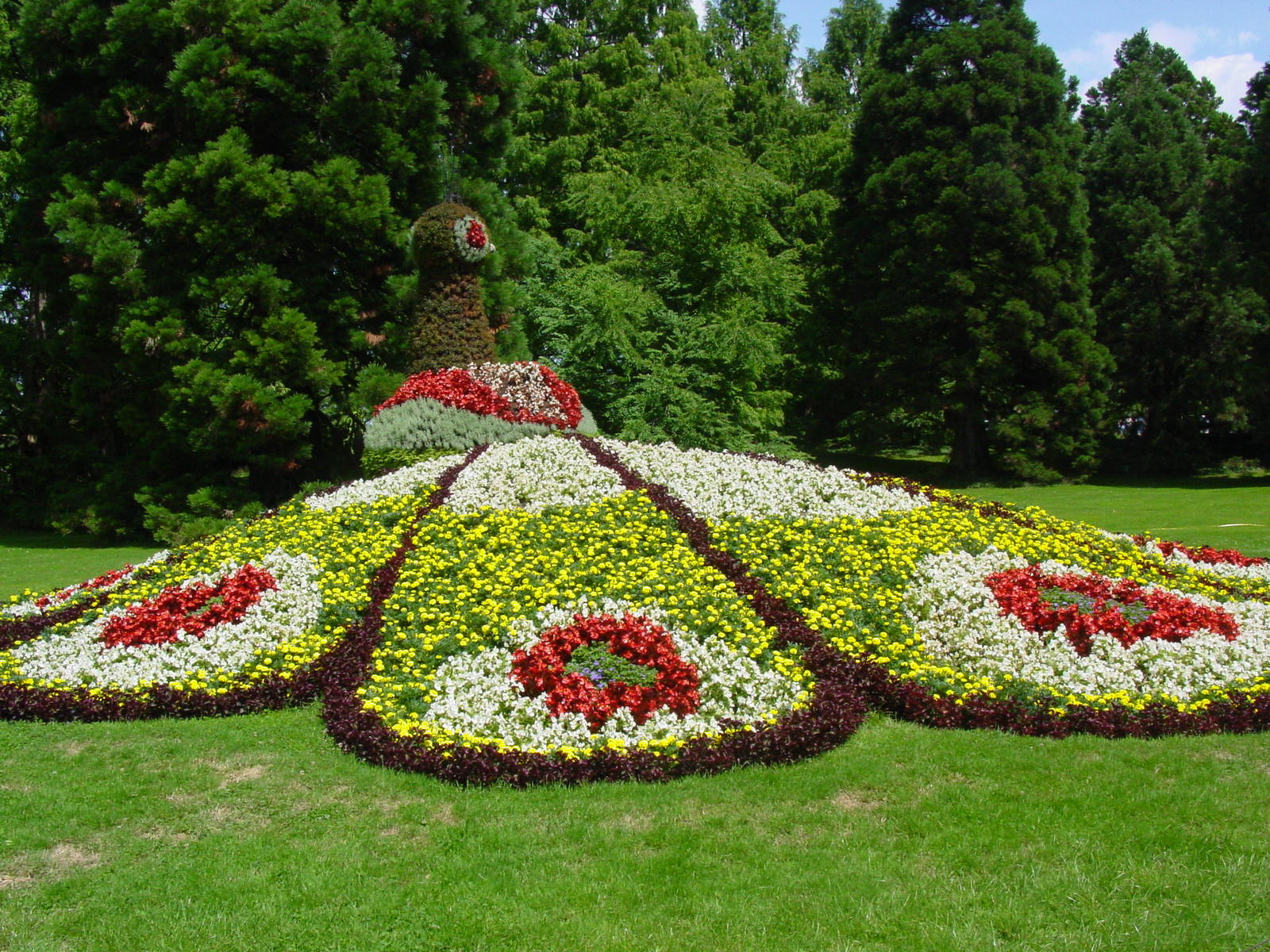
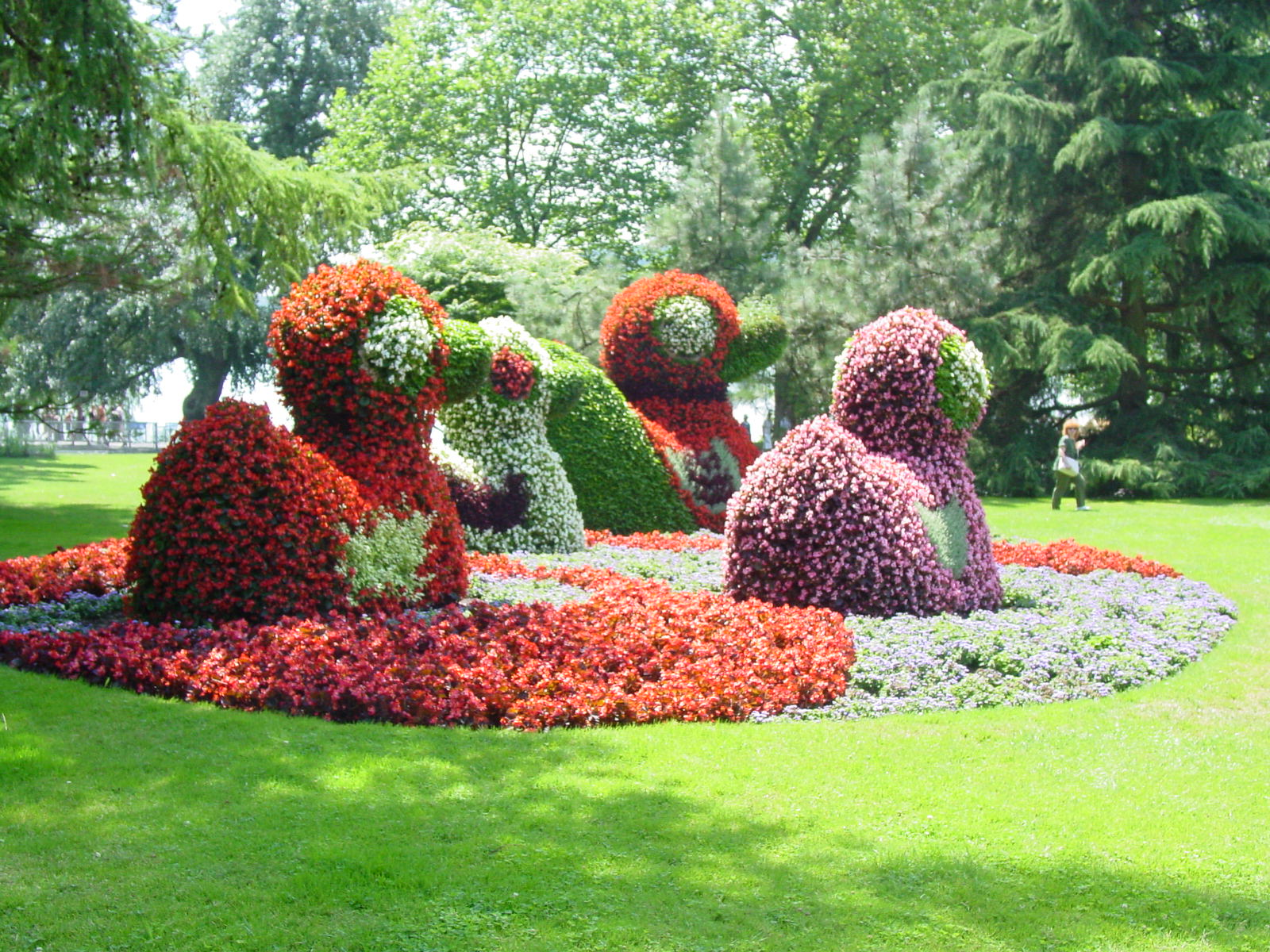
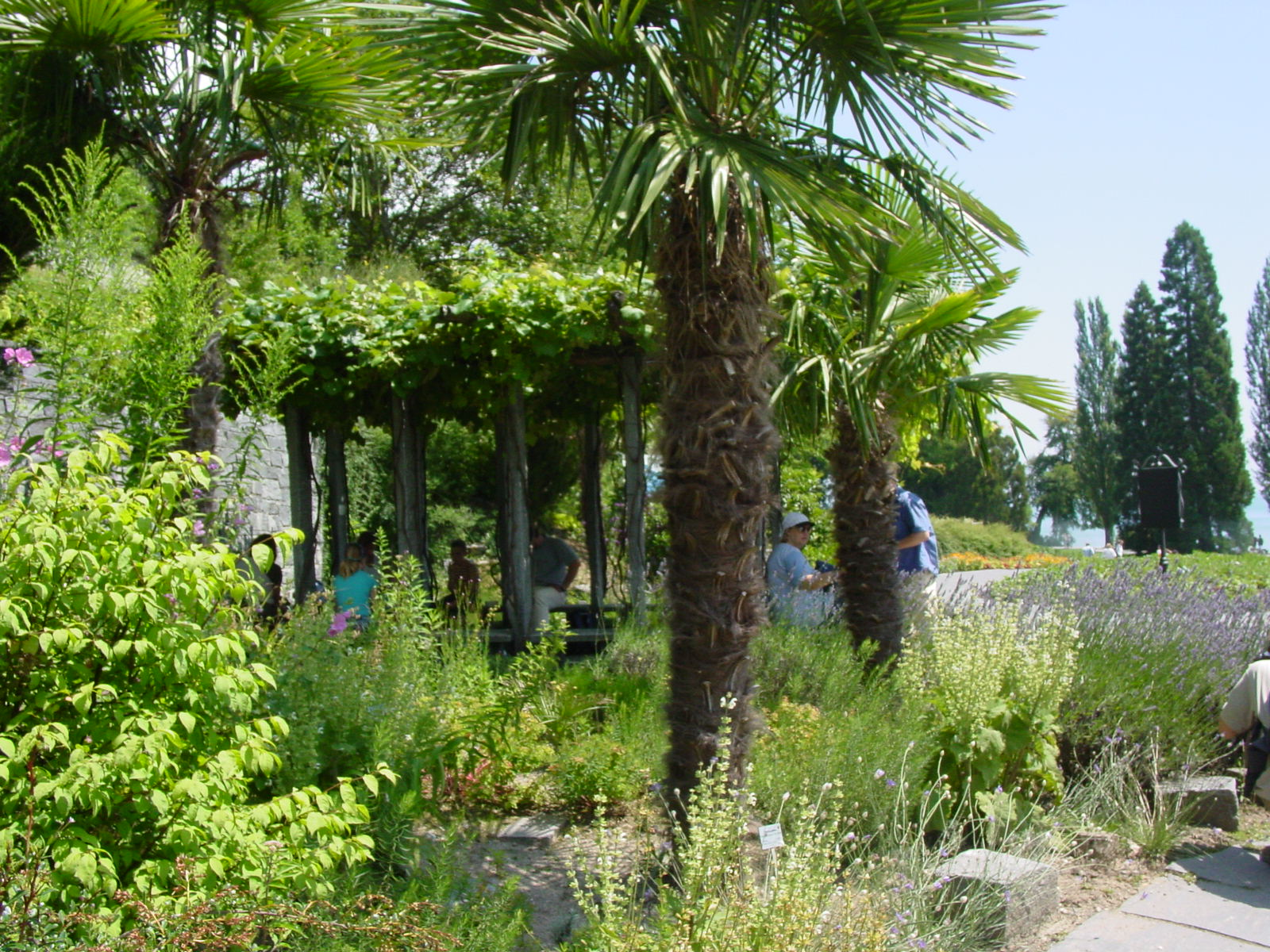
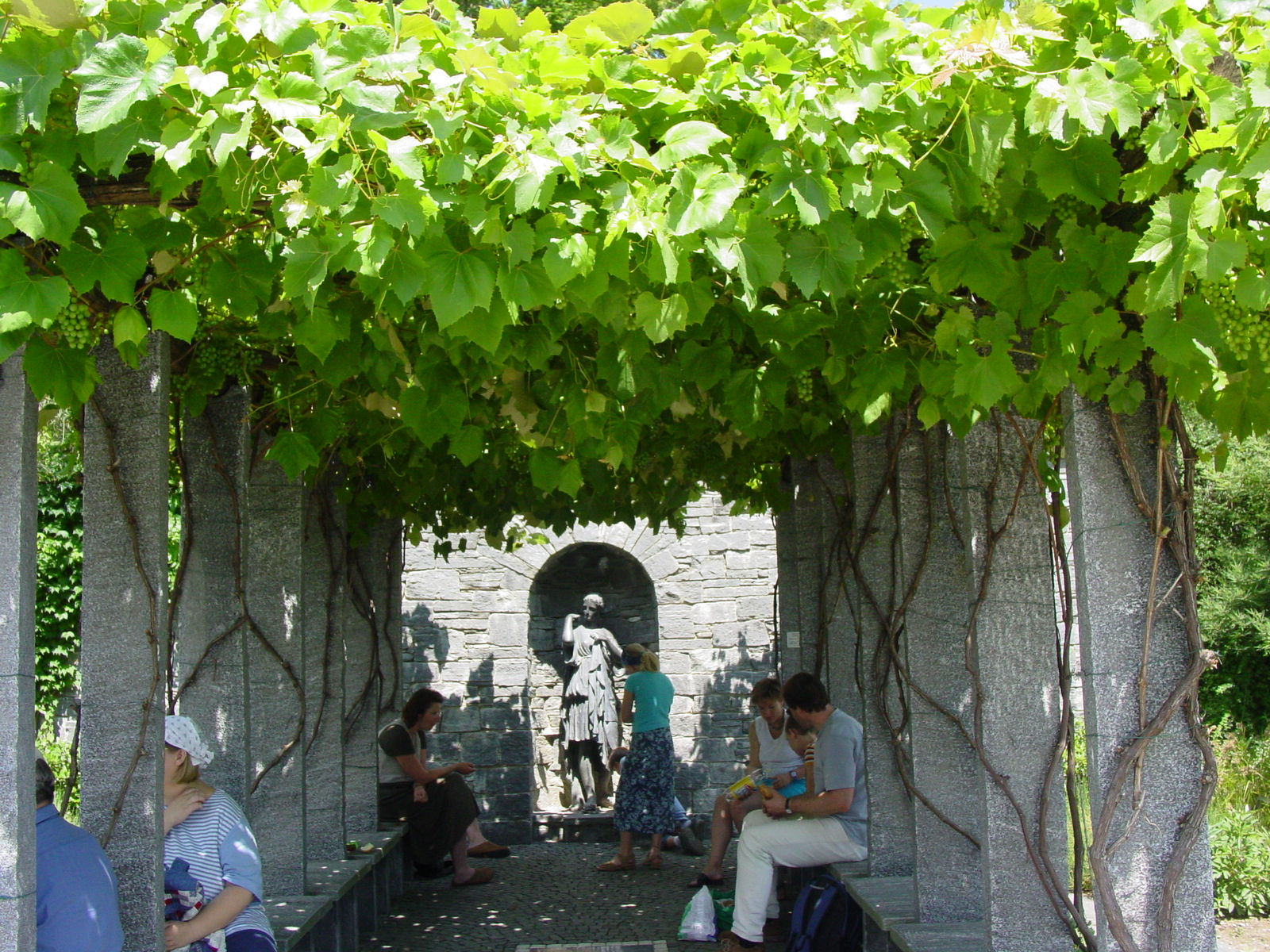
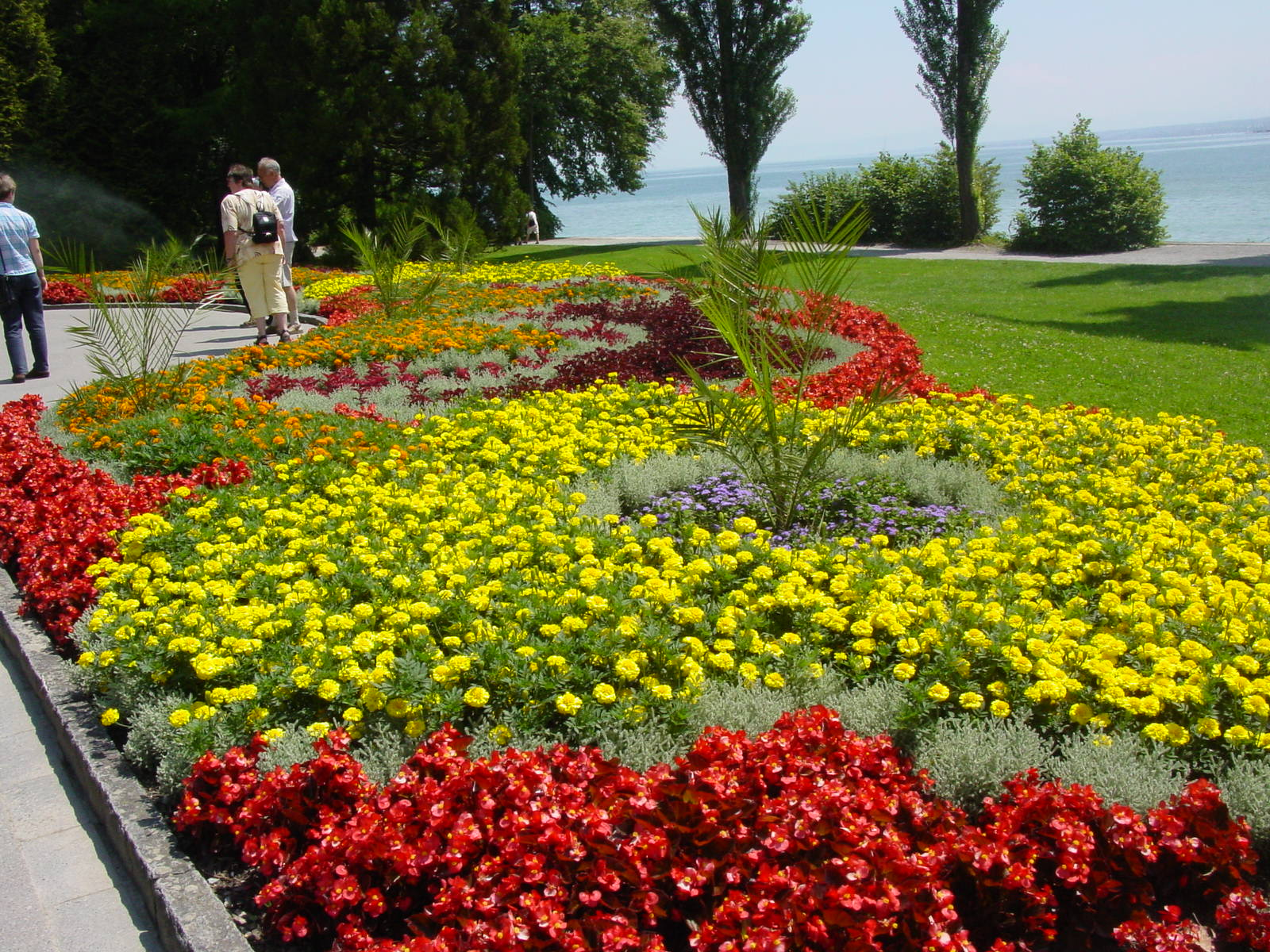
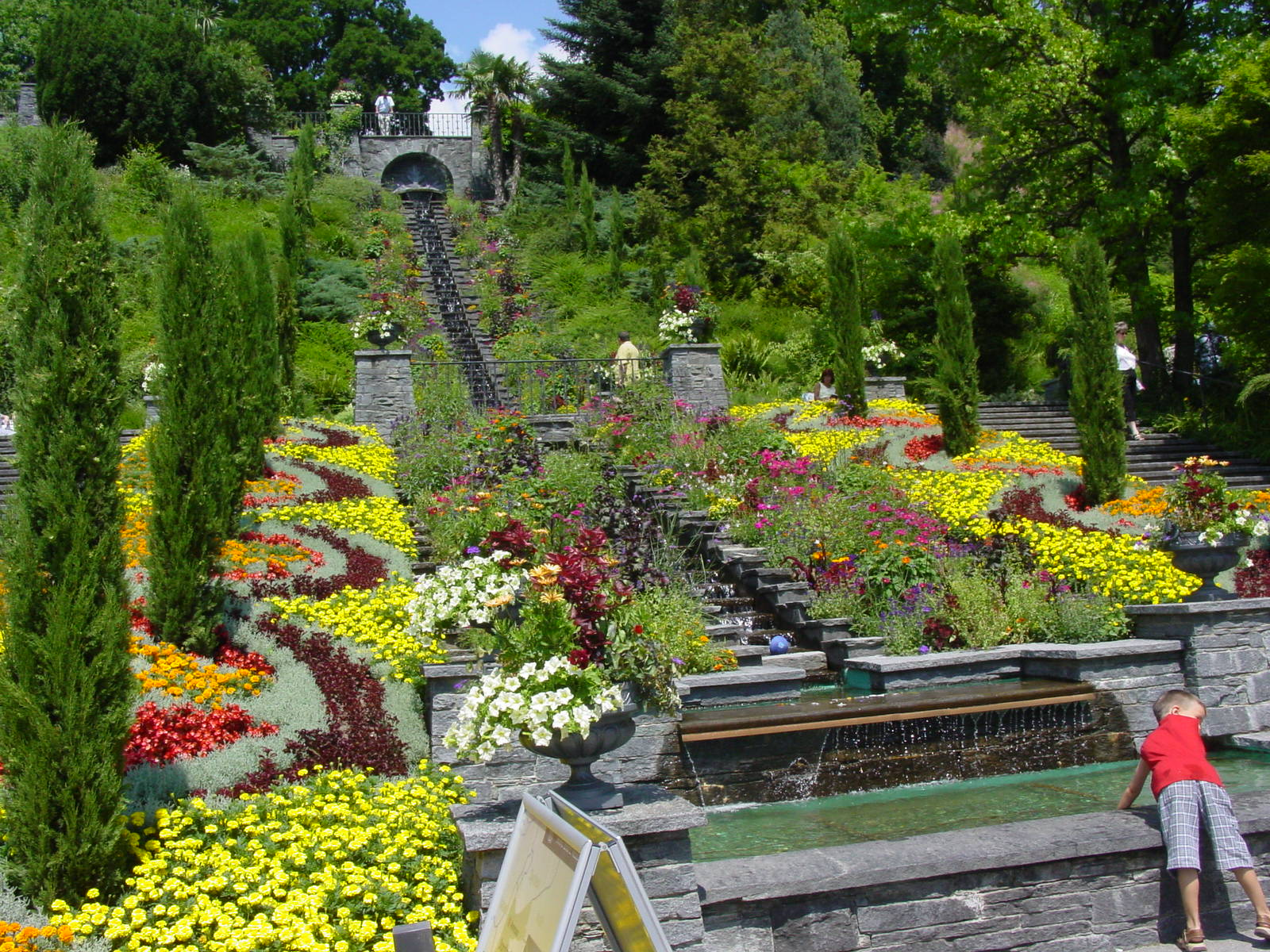
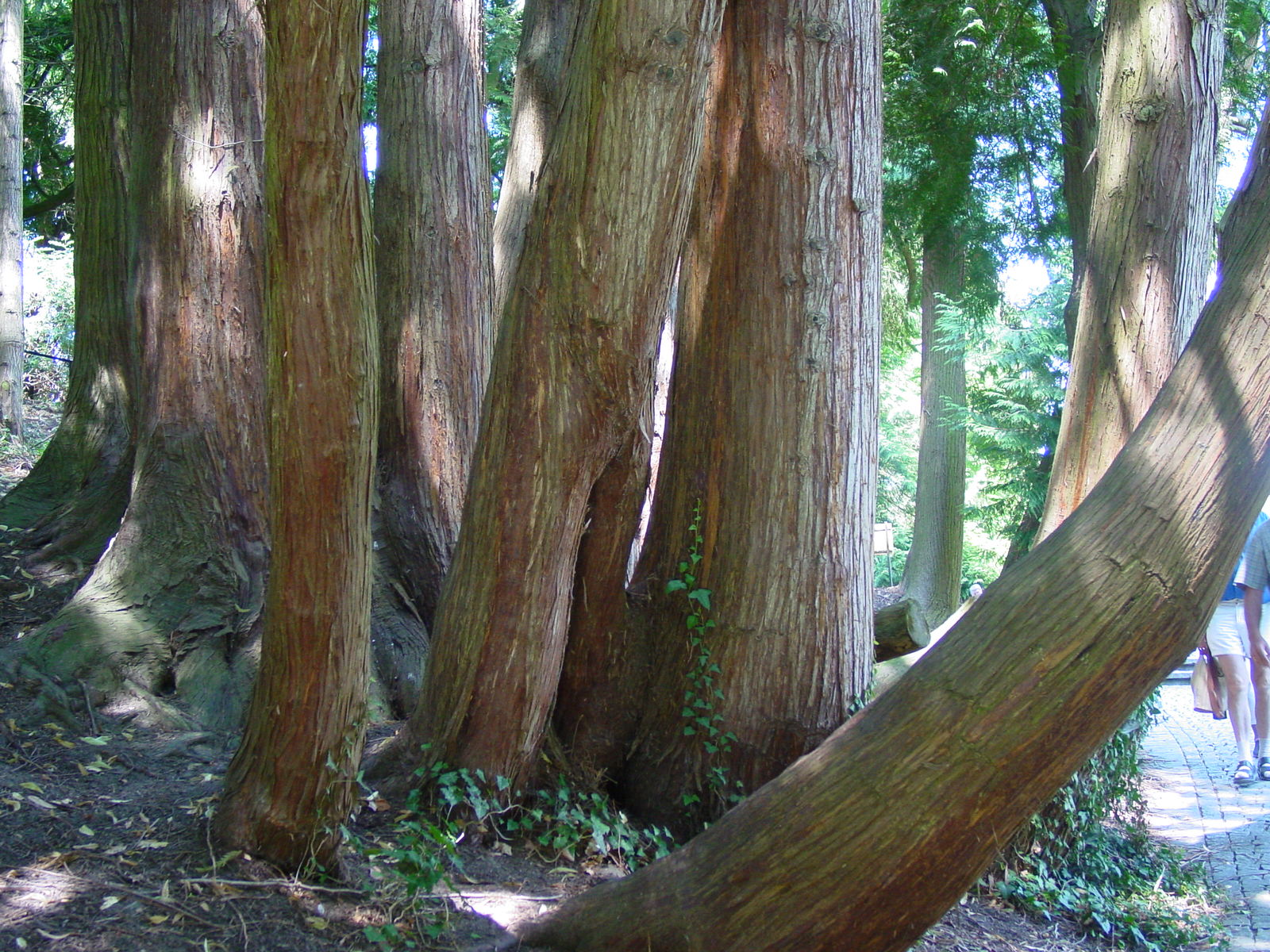
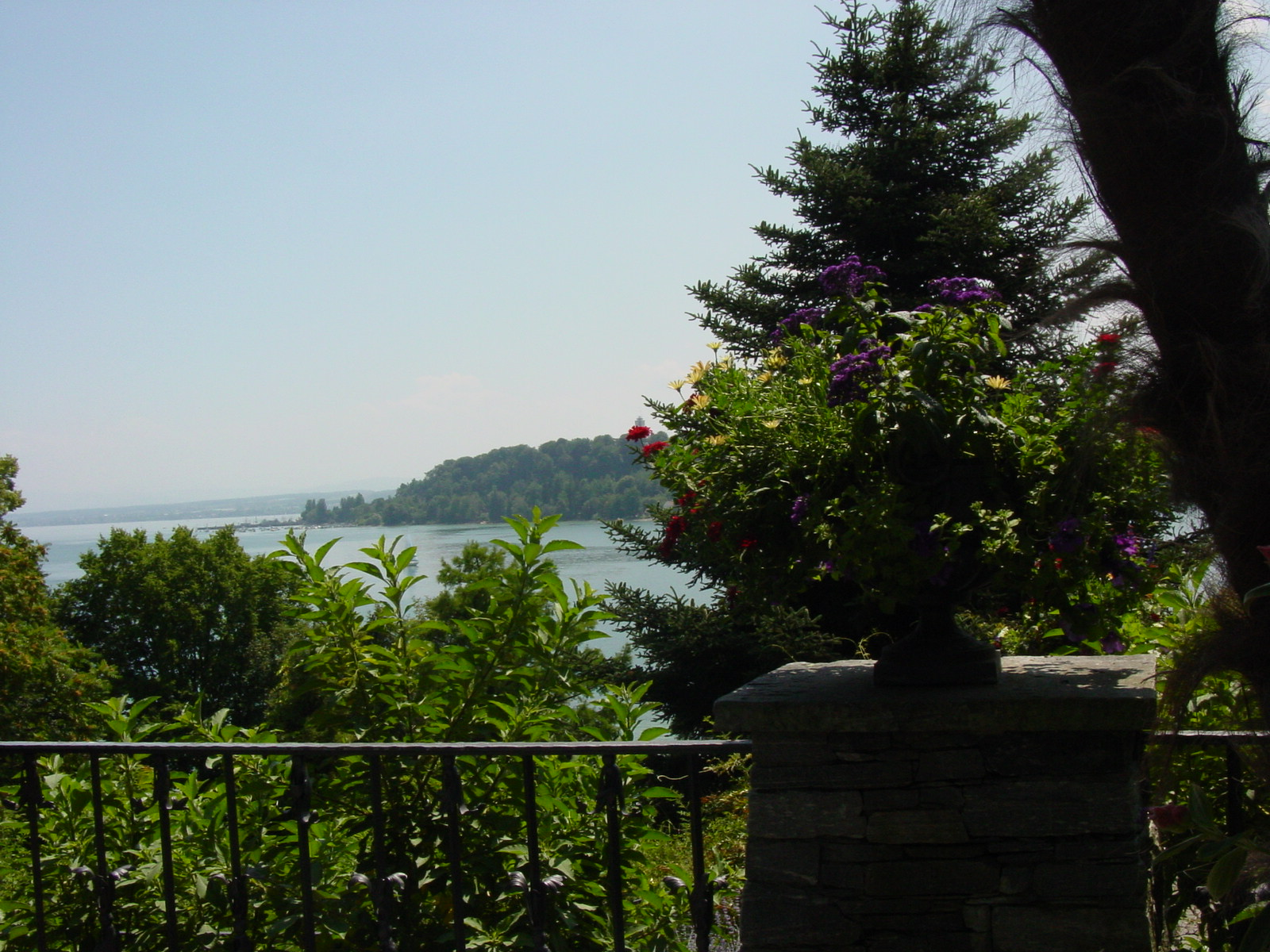
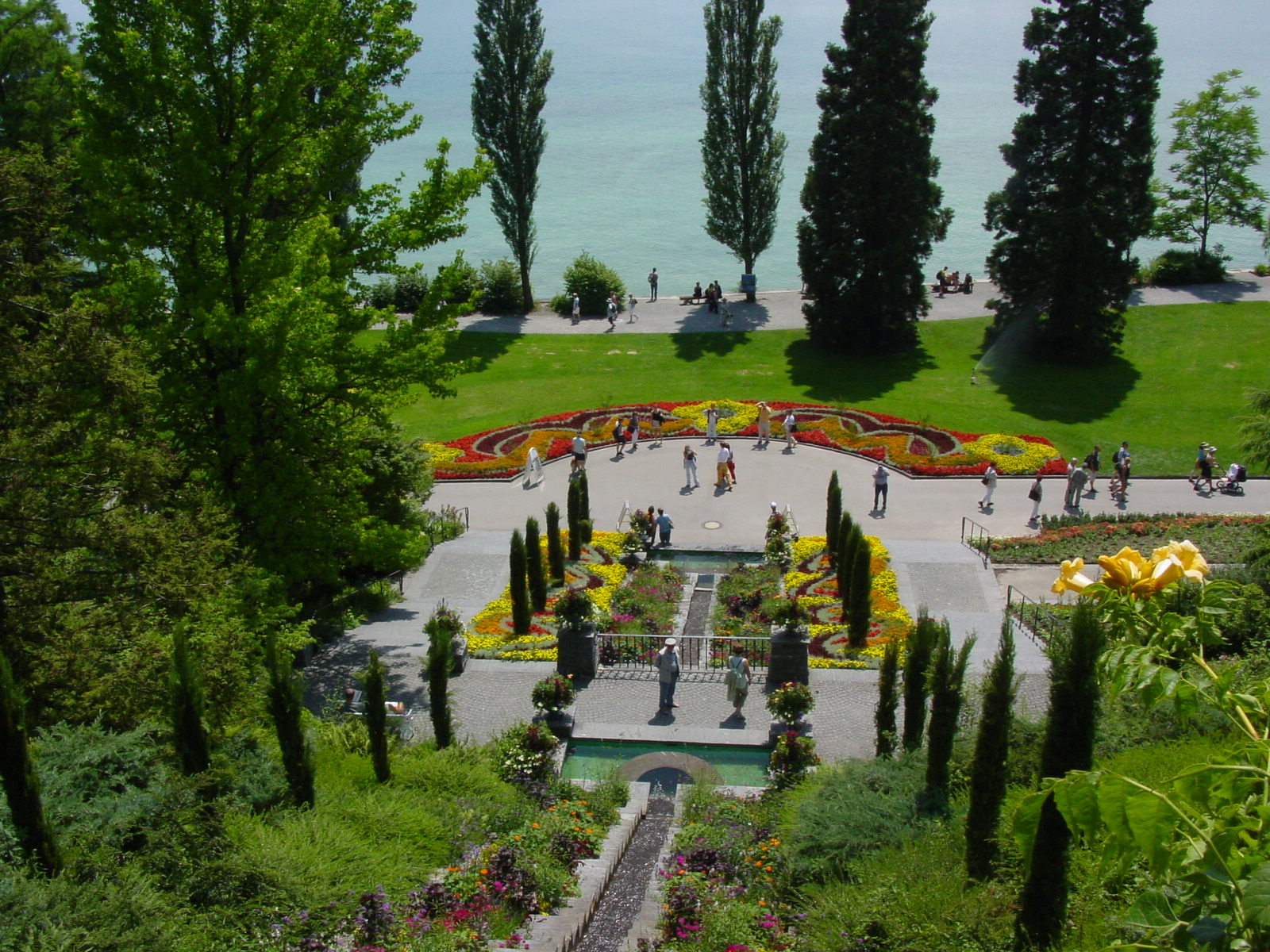
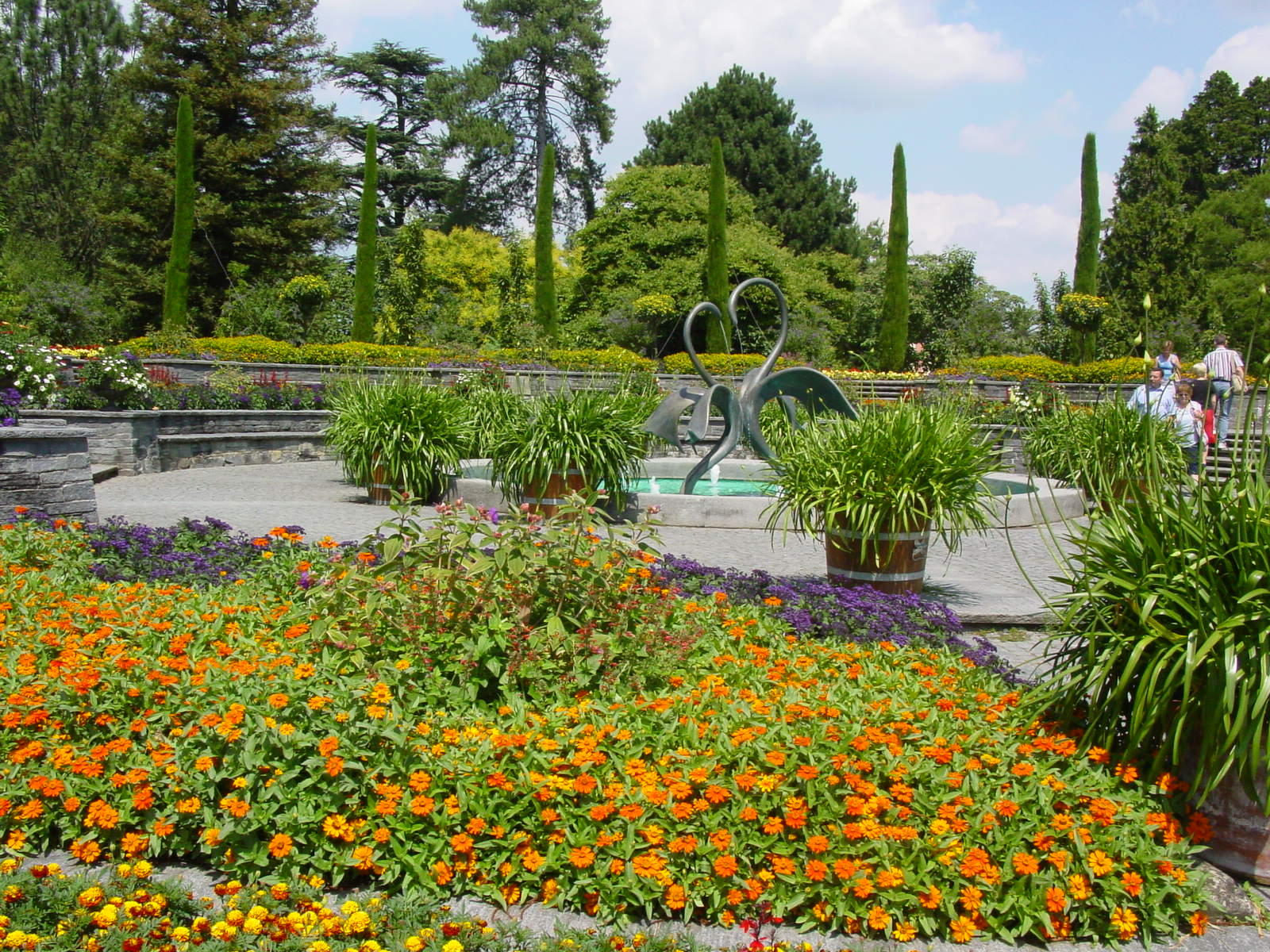
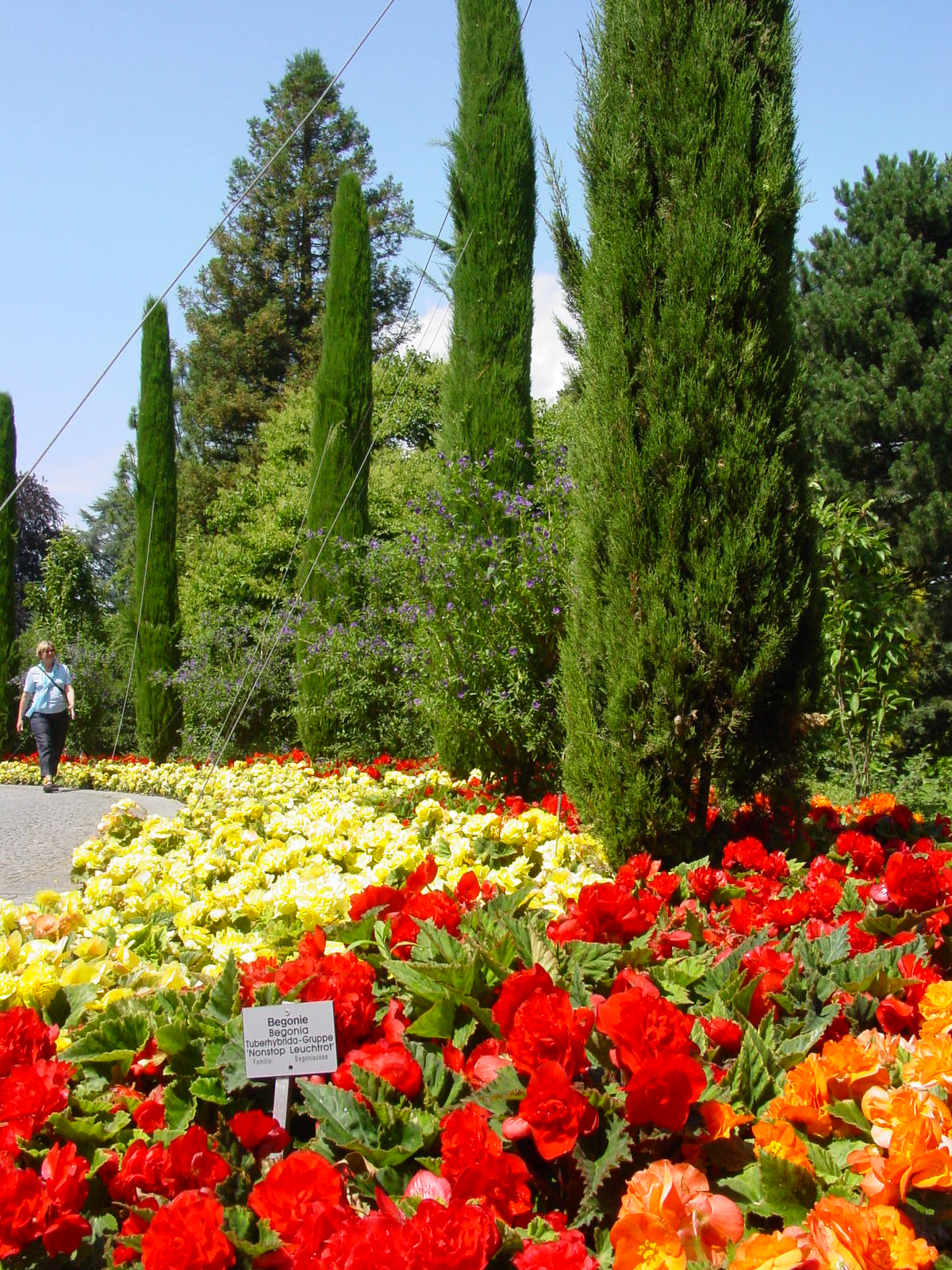
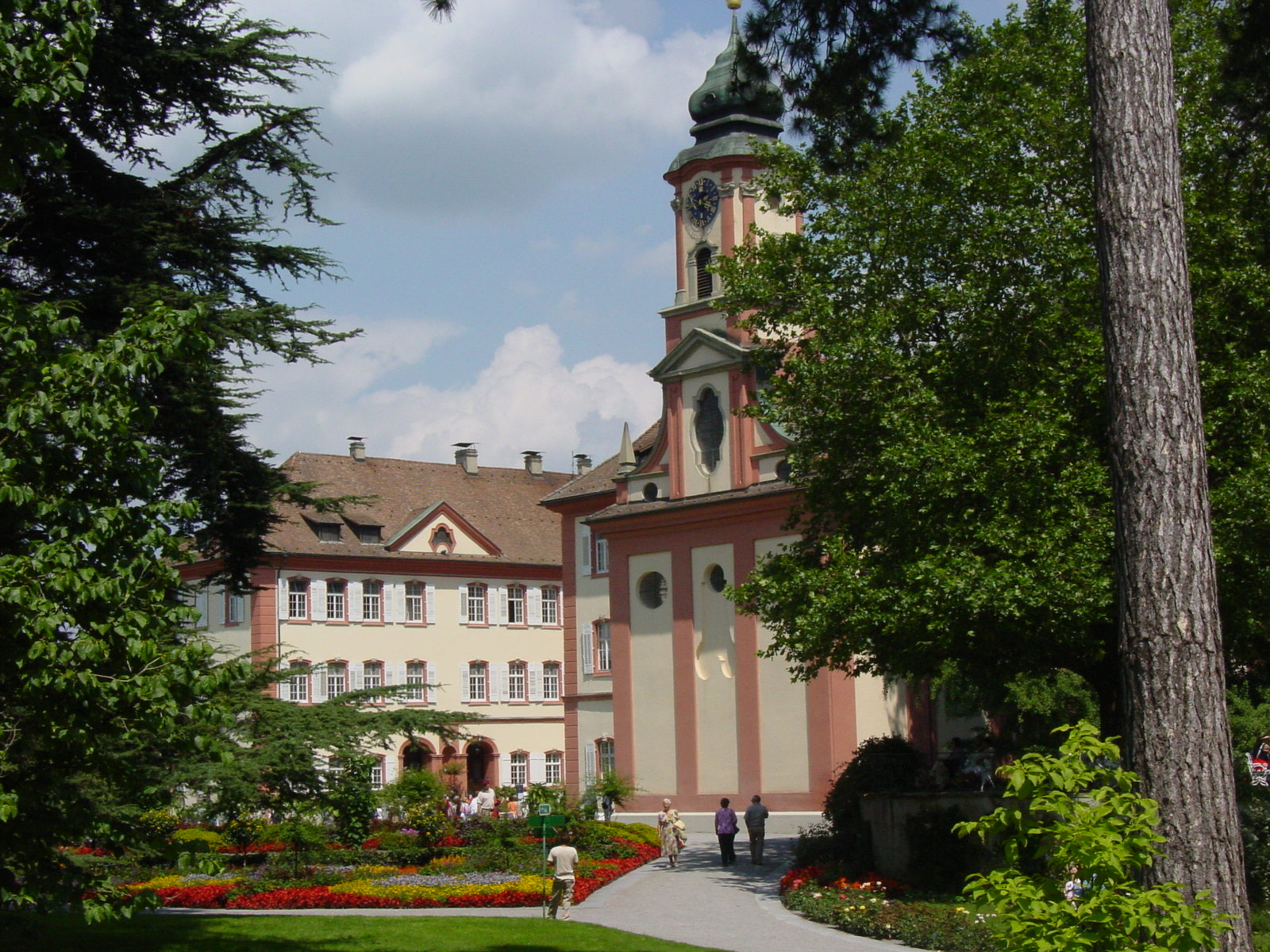
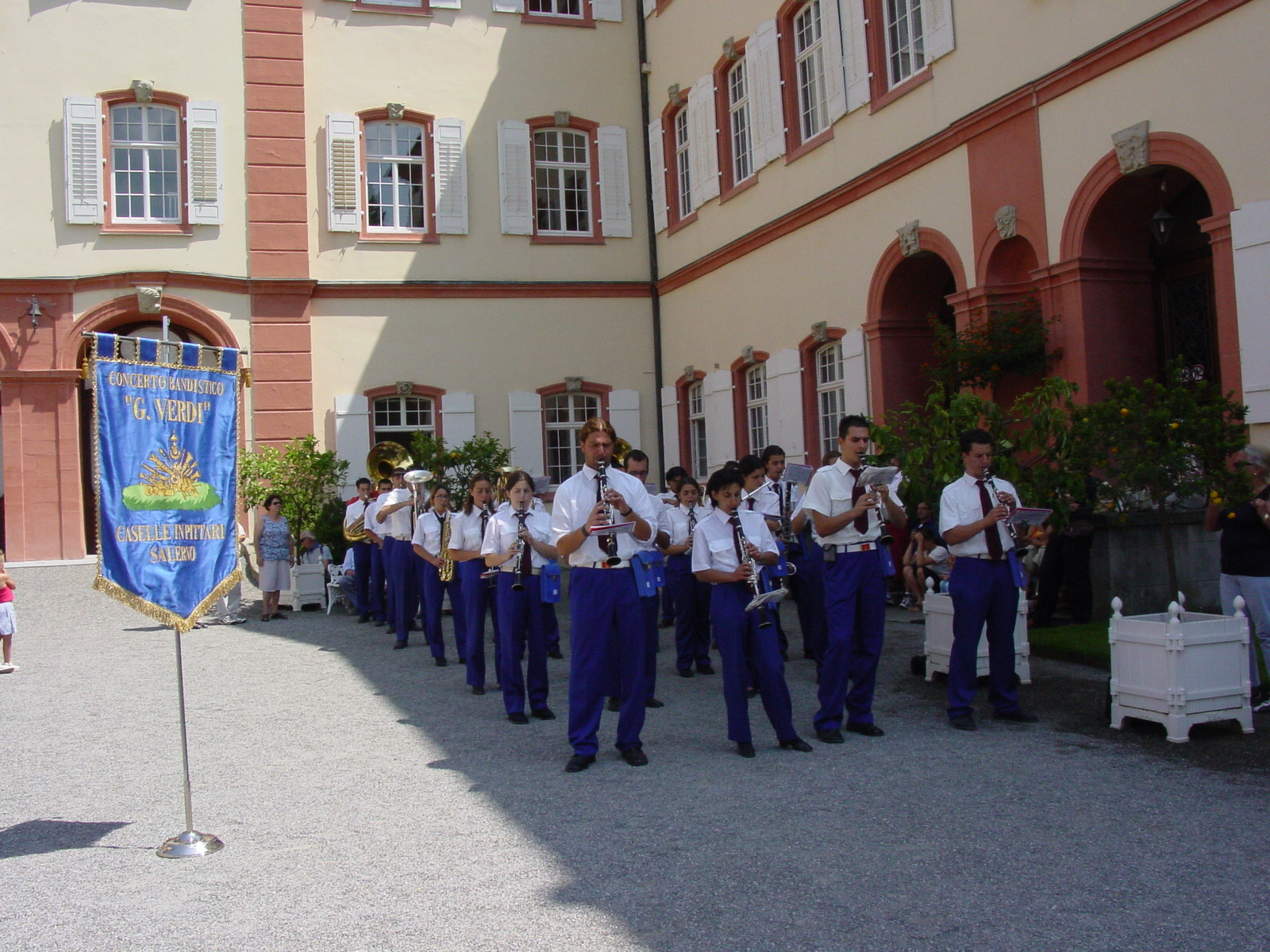
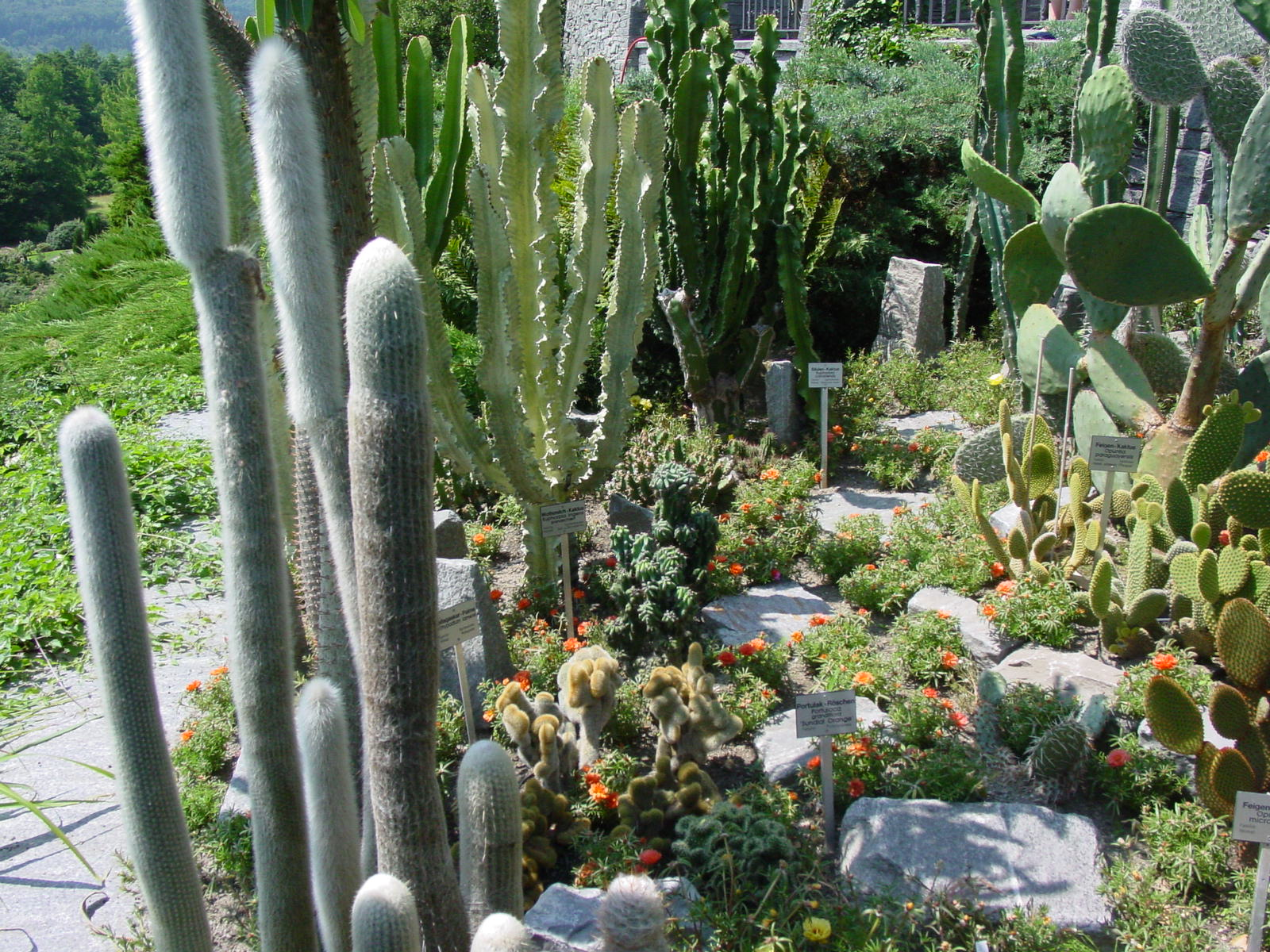
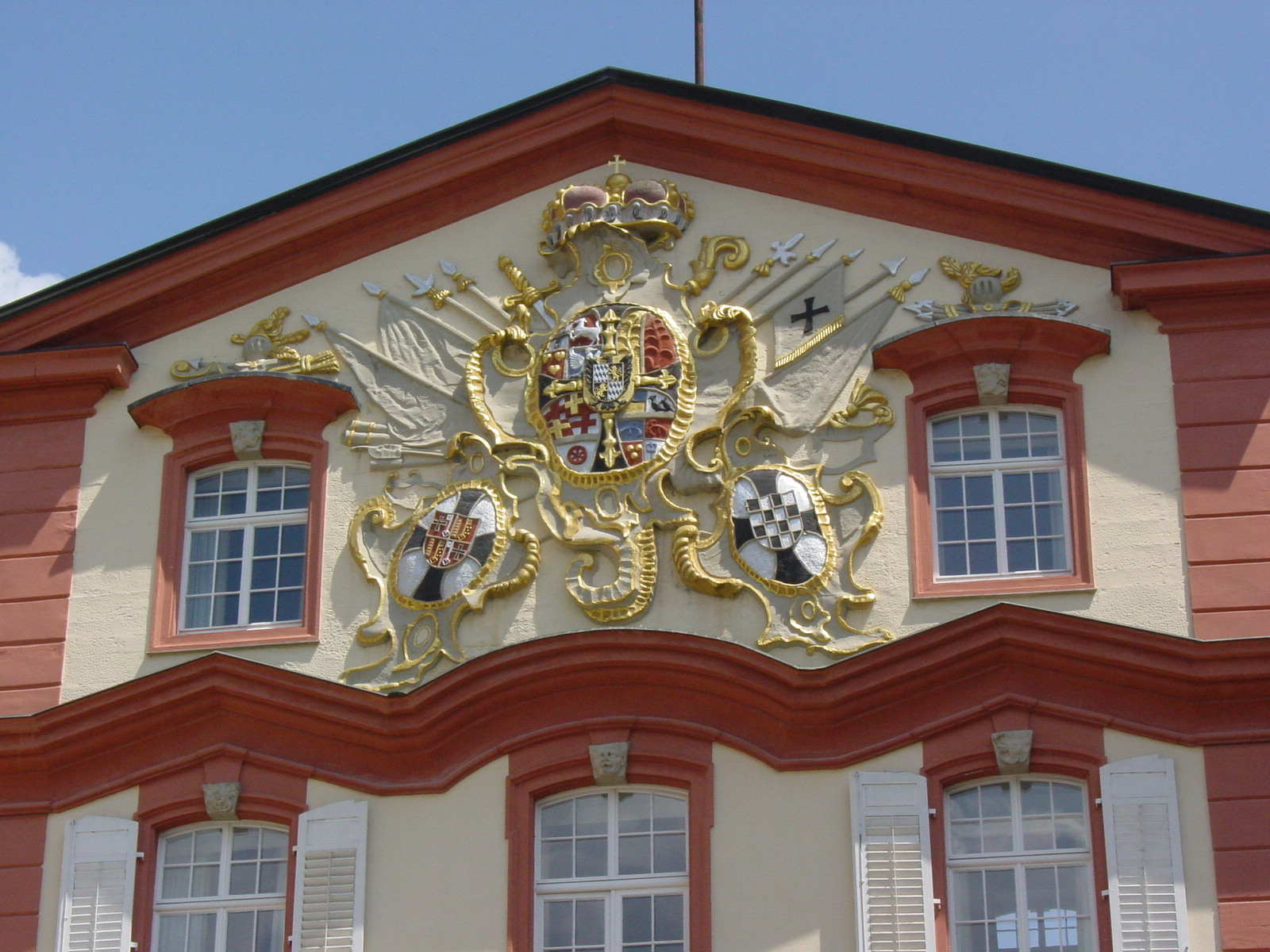